# Amphelictus fuscipennis
Amphelictus fuscipennis is een keversoort uit de familie van de boktorren (Cerambycidae). De wetenschappelijke naam van de soort werd voor het eerst geldig gepubliceerd in 2003 door Eya & Chemsak.